# Hans Albert Einstein
Hans Albert Einstein (* 14. Mai 1904 in Bern; † 26. Juli 1973 in Woods Hole, Massachusetts) war Professor für Hydraulik an der University of California, Berkeley. Als Sohn von Albert Einstein und dessen Ehefrau Mileva Marić besaß er die Schweizer Staatsbürgerschaft und wurde später auch US-amerikanischer Staatsbürger.

## Leben
Hans Albert Einstein besuchte die Grundschule in Zürich und begann sein Studium der Ingenieurwissenschaften an der ETH Zürich. Hier erlangte er 1926 sein Diplom und 1936 seinen Doktortitel.
Im Jahre 1927 heiratete er Frieda Knecht (1895–1958), Lehrerin für Deutsch und Literatur an der ETH Zürich. Aus dieser Ehe gingen die Kinder Bernhard Caesar Einstein (1930–2008) und Klaus Einstein (1932–1938) hervor. Klaus Einstein starb kurz nach der Emigration in die USA an Diphtherie. Die Tochter Evelyn (1941–2011) wurde adoptiert. Albert Einstein akzeptierte seine Schwiegertochter zeitlebens nicht, weil sie kleinwüchsig und älter war als sein Sohn und weil er sie für erblich belastet hielt.
Hans Albert arbeitete unmittelbar nach seinem Diplom als Ingenieur für Stahlbau beim Unternehmen August Klönne in Dortmund. Von 1931 bis 1938 war er Versuchsingenieur an der neu gegründeten Versuchsanstalt für Wasser- und Erdbau der ETH Zürich.
In den USA setzte Einstein seine Arbeiten zum Transport von Sedimenten fort, welche er bereits in seiner Zeit in der Schweiz und Deutschland begonnen hatte und die einen Teil seiner Doktorarbeit ausmachten. Er arbeitete zunächst an der Agriculture Experiment Station in Clemson, South Carolina (1938–1943), und später für das U.S. Department of Agriculture Cooperative Laboratory am California Institute of Technology in Kalifornien. Aus dieser Zeit stammt auch eine seiner wichtigsten Veröffentlichungen zum Geschiebetransport in Fließgewässern.
Hans Albert Einstein erhielt 1947 eine Assistenzprofessur an der University of California, Berkeley, wo er später auch ordentlicher Professor für Hydraulik wurde. 1970 trat er in den Ruhestand. Bei einem Besuch der Woods Hole Oceanographic Institution in Massachusetts im Juni 1973 erlitt er einen Herzinfarkt, an dessen Folgen er am 26. Juli starb.

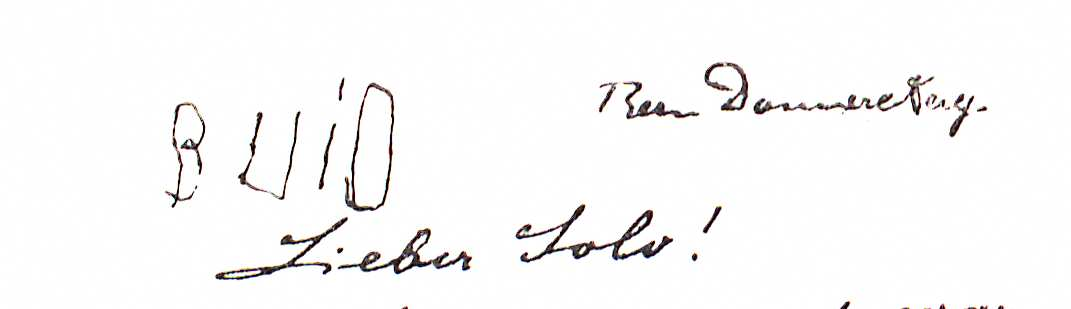
„Budi“ war sein Kosename. Hier macht er Schreibübungen auf einem Brief des Vaters an Maurice Solovine (1908)

Wie sein Bruder Eduard litt Hans Albert sehr unter der Trennung der Eltern, nach der die Söhne bei der Mutter in der Schweiz lebten. Der Vater besuchte sie jedoch weiterhin. Das Verhältnis zum Vater galt lange als gestört, verbesserte sich aber im Lauf der Zeit. Gemeinsam war Vater und Sohn das Segeln, v. a. in der Ostsee in der Kieler Förde. Später trennte sie lange Zeit Albert Einsteins obsessive Feindseligkeit gegenüber seiner Verbindung mit Frieda Knecht.